# José Santos Alegría
José Santos Alegría (Dorado (Puerto Rico), 17 de julio de 1886-29 de julio de 1965) fue un periodista, poeta, dramaturgo, crítico literario, político puertorriqueño.
Nacido en Dorado, cursó estudios de derecho en Indiana, Estados Unidos. Fue dirigente del Partido Liberal en la Cámara de Representantes. Fue, asimismo, académico tanto de Historia como de Lengua.
Escribió teatro y poesía; también crítica, e incursionó en el periodismo, donde estuvo a cargo, por ejemplo, de la revista Puerto Rico Ilustrado. 

## Obras
- Retablos de la aldea.
- El alma de la aldea.
- Pancho Íbero encadenado.
- Cartas a Florinda.